# Dilobocondyla borneensis
Dilobocondyla borneensis é uma espécie de formiga do gênero Dilobocondyla, pertencente à subfamília Myrmicinae.